# Dones a la civilització asteca

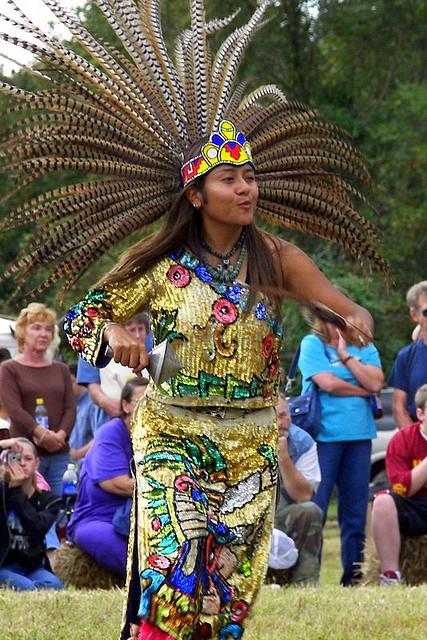
Dona que realitza una recreació de la dansa tradicional del foc asteca

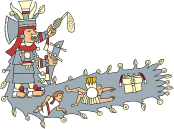
Chalchiuhtlicue va ser la deessa del riu i l'oceà; també presidia les cerimònies asteques de les noces. Normalment se la mostra amb jade; aquí té eines de filat i teixit (imatge del Codex Ríos)

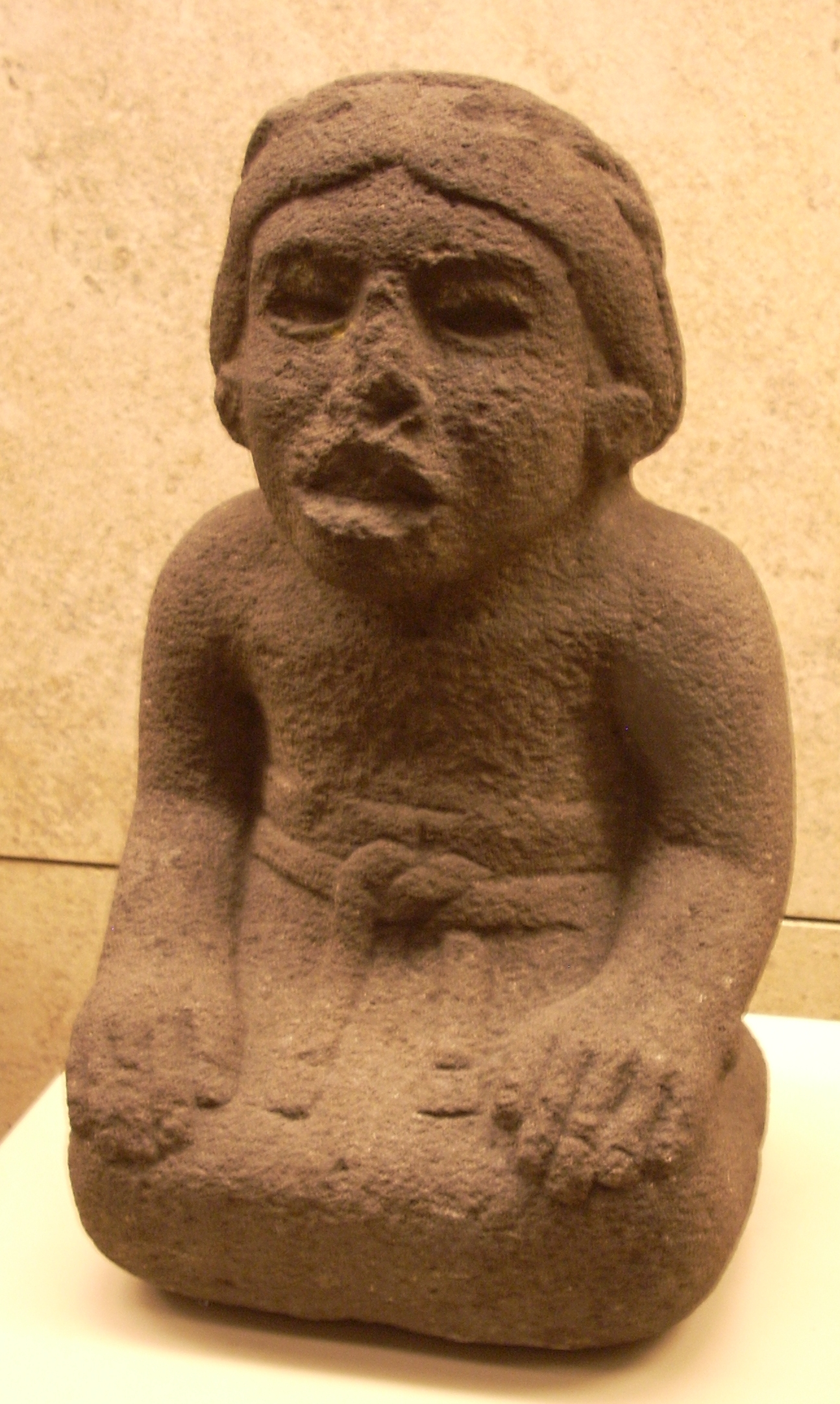
Escultura d'una dona agenollada, possiblement una dea (de 1300 a 1521)

Les dones en la civilització asteca compartien algunes igualtats d'oportunitats. La civilització asteca quan va tenir una cultura militar, va ser tancada a les dones, que van fer un paper complementari al dels homes. L'estatus de la dona asteca va durar fins al segle xv, quan la conquesta espanyola va obligar a seguir les normes europees sobre la cultura. Tanmateix, moltes normes precolombines van sobreviure i el seu llegat encara roman.

## Història
L'estatus de la dona asteca va canviar al llarg de la història de la seva civilització. A mesura que augmentava l'èmfasi en la guerra, les nocions d'igualtat es van fer menys importants.

### Matrimoni
Les pràctiques matrimonials asteques van ser similars a altres civilitzacions mesoamericanes com la dels maies. Els asteques es casaven a una edat més avançada, durant la seva adolescència i principi dels anys vint d'edat, mentre que en la cultura maia no era estrany que els matrimonis fossin organitzats pels pares quan encara els seus fills eren nens. Els matrimonis asteques eren iniciats pels pares del xicot potencial; després de consultar amb el seu grup familiar, els pares demanaven a un matrimonier professional (ah atanzah) que s'acostés a la família de la núvia potencial. Els pares de la jove contestaven al matrimonier si acceptaven o no la proposta. S'esperava que les promeses fossin verges abans del matrimoni, encara que s'aconsellava als joves de tots dos sexes que fossin cèlibes.
A fi i efecte d'aliances polítiques, militars o econòmiques es van organitzar matrimonis entre nobles asteques. Per exemple, quan Cosijoeza es va casar amb la filla d'Ahuizotl, per segellar l'aliança entre els asteques i els zapoteques el 1496. Segons alguns informes, els reis asteques tenien dotzenes d'esposes i molts fills. Tanmateix, la poligàmia només va ser una pràctica entre els nobles de la civilització asteca; la majoria de la població era monògama.

### Embaràs i part
Les dones embarassades en la societat asteca van haver d'observar una sèrie de tabús. Un d'ells era que no podien veure un eclipsi, o el seu fetus podria transformar-se en un monstre. Els eclipsis també es van associar amb avortaments involuntaris. Les dones tampoc podien tenir relacions sexuals excessives durant l'embaràs, o altrament el bebè naixeria malaltís. Les vistes aterridores, l'aixecament d'objectes pesants i els banys de vapor excessivament calents també es van associar amb danys al fetus.

Les dones que donaven a llum eren ateses per una llevadora. La llevadora faria oracions durant el part de la dona a la deessa del part, Tlazolteotl. Una beguda sedant feta d'herbes era preparada per la llevadora i donada a la partera, i una pedra calenta també es col·locaria al ventre de la dona per alleujar-li el dolor. Quan naixia el bebè, la llevadora faria una sèrie de crits de batalla, lloant la mare que havia lluitat amb el seu esforç perquè naixés el bebè. Tanmateix, les dones que morien durant el part van ser representades regressant a la terra com a esperits malignes coneguts com el cihuatete, que es creia que atacava els adults i segrestava els nens.
Es conservaven els cordons umbilicals. Quan un fill arribava a l'edat adulta, en portava el seu a un camp de batalla distant i l'hi enterrava, mentre que si era una filla el seu s'enterrava al costat de la llar de la família.

## Les dones i el treball
Les dones treballaven principalment en l'interior de la casa, filant i teixint cotó. Van utilitzar un fus portàtil de mà, després teixien la tela fent servir un teler que es lligaven a les espatlles i es mantenia durant les seves voltes. Elles eren les responsables d'atendre els animals que criaven per la seva carn. Les dones s'encarregaven de dur al mercat més proper, roba, verdures o altres articles per ser venuts o intercanviats amb altres productes que necessitessin.
Una de les funcions més importants de les dones asteques en la llar era moldre el blat de moro per aconseguir-ne farina i fer truites, una important tradició de les famílies mexicanes que encara es conserva en l'actualitat. Com a part del costum asteca, els homes menjaven abans que les dones.
Les dones tenien altres diverses professions en la civilització asteca, incloent les de sacerdotessa, metgessa o bruixa. Les dones van ser reconegudes en la seva civilització com a teixidores i artesanes professionals.
Imatges en còdexs asteques, ceràmiques i escultures mostren els dissenys elaborats i acolorits de les teixidores asteques. Hi havia especialitats tèxtils regionals amb dissenys gràfics especials. La majoria dels dissenys eren geomètrics, i en algunes regions estaven especialitzades en tèxtils amb imatges d'animals i plantes. S'utilitzava en general el cotó, i els tints procedien d'argiles blaves, ocres, grogues, i el vermell procedia d'insectes que vivien en els cactus. El porpra s'extreia del cargol de mar Purpura patula, similar a com els fenicis aconseguien el tint purpuri utilitzat per a vestits reials.
Tanmateix, a les dones asteques no se'ls va permetre tenir un paper en l'exèrcit. No podien ser admeses en l'escola d'entrenament militar. Això significava que a les dones se'ls va negar l'accés a una de les més grans fonts de riquesa i prestigi dintre de la societat asteca.

## Les dones i la religió i mitologia asteca
La fertilitat es considerava part del regne de les deesses de la terra asteca, en particular la dea mare Tonantzin. Una altra deessa de la terra era Cihuacóatl, així com una defensora de la dona que moria durant el part. Les dees de la pluja i la terra eren considerades responsables de les sequeres quan no estaven asserenades correctament.

## Domini espanyol

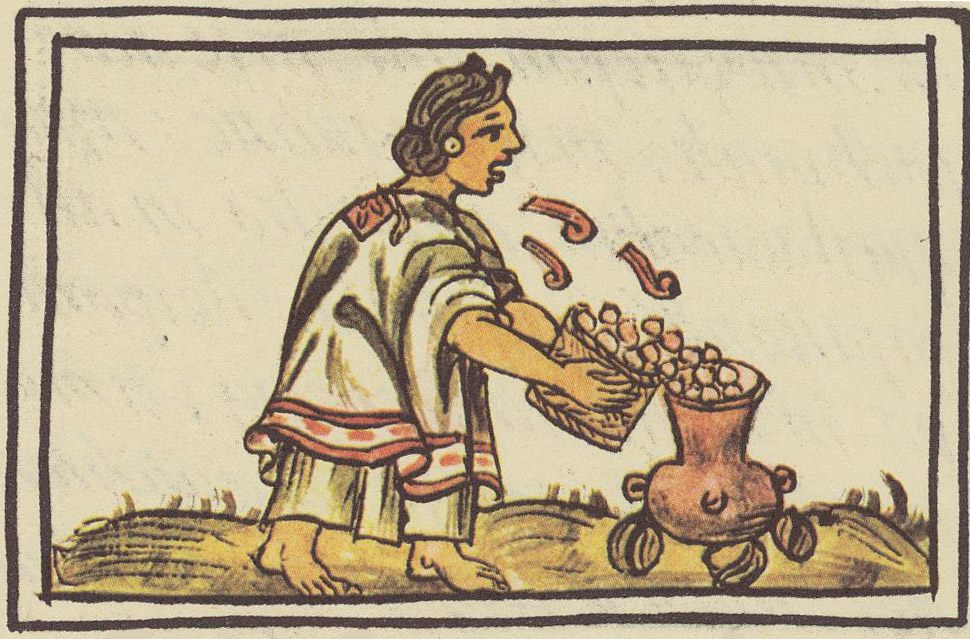
Il·lustració d'una dona asteca que bufa el blat de moro (no temerà el foc), abans de posar-lo a la cassola. De finals del Còdex Florentí

La conquesta espanyola dels territoris asteques va reduir gran part de la població indígena mitjançant la guerra i portant noves malalties, com la verola, per a la qual els asteques no tenien immunitat. La població que va sobreviure a aquestes amenaces es va enfrontar a altres atacs profunds sobre la seva cultura en forma d'institucions espanyoles com la religió catòlica romana.
Ja el 1529, els espanyols van començar la conversió al catolicisme dels asteques. Inicialment es van centrar en la noblesa asteca, per crear un exemple a seguir en els altres asteques. Nobles com ara Quetzalmacatzin, rei d'Amaquemecan (Chalco), es van veure obligats a escollir una esposa i abandonar les altres, per complir amb la institució cristiana del matrimoni, que significava la monogàmia. Els matrimonis polígams asteques, amb esposes secundàries i nens, no van ser reconeguts legalment pels espanyols, que van considerar il·legítimes i desheretades aquestes dones i nens. Això també va esquinçar la xarxa política i econòmica de la cultura asteca, ja que els matrimonis nobles es van fer tenint en compte reivindicacions polítiques i territorials.

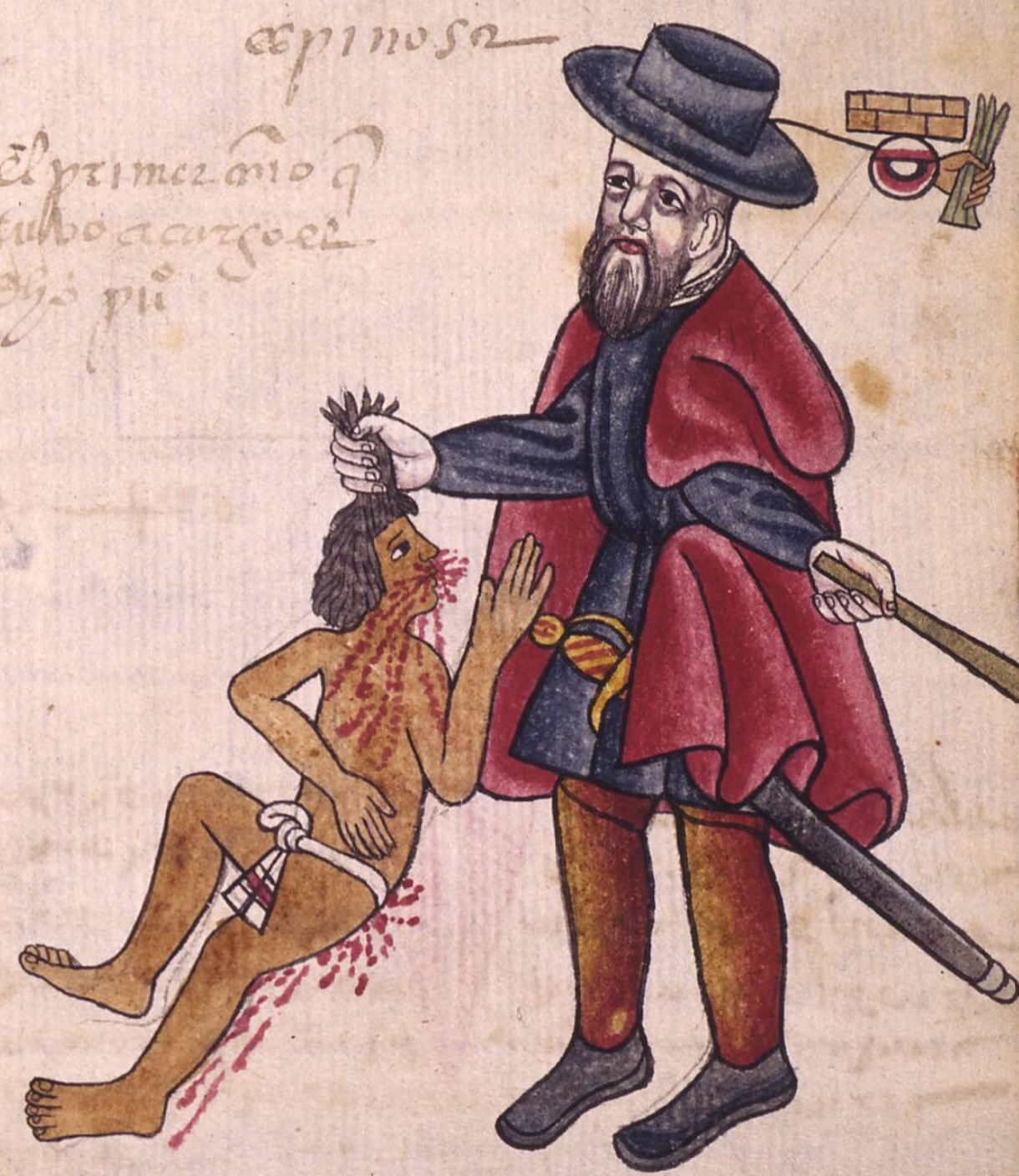
Còdex Kingsborough: un comanador abusant d'un indi. Còpia de l'italià Agostino Agli 1825-1826, per lord Kingsborough

Els treballs per a les dones es van convertir en molt durs després de l'arribada dels espanyols i van ser creades les comandes. Les comunitats asteques ja havien perdut molts homes en guerres i epidèmies, i les comandes van significar que més homes treballarien fora dels seus pobles per als comanadors. Les divisions tradicionals basades en el gènere de la mà d'obra es van convertir en irrellevants. Les dones ja no tenien els homes per a l'arada, i se'ls va deixar a elles fer totes les feines agrícoles, que incloïen la sembra i la collita, així com el conreu de productes suficients per satisfer les demandes dels tributs de les comandes. Durant diverses generacions, moltes dones joves van abandonar les zones rurals per treballar en el servei domèstic o com a venedores dels mercats a les ciutats. Al segle xvii, les dones andines eren la majoria de les venedores del mercat en ciutats colonials com La Paz (Bolívia), Cuzco (Perú) i Quito (Equador).
La nova cultura espanyola prohibia a les dones treballar fora de la seva llar, ja que la seva prioritat era criar nens. La seva independència com a treballadores amb ocupacions pagades va acabar pels espanyols, en particular en el treball tèxtil. Quan els espanyols finalment van establir fàbriques tèxtils industrials, només tenien homes treballant.